# Menachem Mendel Schneerson
Menajem Mendel Schneerson (Mykolaiv, Imperio Ruso (actual Ucrania), 18 de abril de 1902-Brooklyn, Nueva York, 12 de junio de 1994), conocido como el rebe de Lubavitch (tdl. ‘el rabino de Lubavitch’; en hebreo: הרבי מלובביץ'‎; en yidis: הרבה מליובאוויטש‎), fue el séptimo líder de la dinastía jasídica Jabad-Lubavitch.
Como líder del movimiento Jabad-Lubavitch, él tomó un grupo jasídico aislado que casi llegó a su fin con el Holocausto y lo transformó en uno de los movimientos más influyentes del judaísmo religioso, con una red de centros educativos y sociales. Las instituciones que él estableció incluyen jardines de infancia, escuelas, centros de rehabilitación de adicciones, hogares para discapacitados y sinagogas. También promovió programas de distribución de alimentos para necesitados, apoyo a personas sin hogar, visitas a hospitales y prisiones, y campañas para el encendido público de menorás y otras actividades judías como forma de elevar la moral y unir comunidades.
Muchos de sus seguidores creyeron que él era el Mesías. Sobre si el propio Schneerson afirmó en vida ser el mesías, sigue siendo tema de intenso debate.

## Biografía
Menajem Mendel fue el bisnieto del tercer rebe de Jabad, Menajem Mendel Schneerson (cuyo nombre recibió), como también yerno del rabino Iosef Itzjak Schneerson. En 1907 se mudó junto a su familia a la ciudad de Yekaterinoslav (actualmente Dnipró).
El régimen comunista ucraniano juzgó y condenó a su padre a varios años de exilio en un remoto pueblo en Kazajistán. En 1928, abandonó la Unión Soviética rumbo a Riga, Letonia, junto a su futuro suegro, rabí Iosef Itzjak Schneerson. Un año después, en 1929, se casó con su prima segunda, Jaia Mussia, hija del sexto rebe de Jabad, Iosef Itzjak Schneerson, en Varsovia (Polonia), con la que en 1933 se trasladaría a París. Durante sus primeros dos años en la capital francesa, estudió ingeniería eléctrica en un colegio vocacional..
En junio de 1941, Schneerson y su esposa se instalaron en Estados Unidos en vísperas de la entrada del país norteamericano en la Segunda Guerra Mundial. Su primer empleo fue como peón en el Astillero Naval de Brooklyn durante la guerra. Su vida secular en Estados Unidos, sin embargo, duró poco, ya que en 1950, tras el fallecimiento de su suegro, asumió el liderazgo del movimiento Lubavitch.

### Fallecimiento y entierro
El 12 de junio de 1994, dos años después de que una hemiplejía paralizara su costado derecho, causándole la pérdida del habla, Schneerson falleció en el hospital Beth Israel Medical Center, en Manhattan, Nueva York. Fue enterrado junto a su suegro, Iosef Itzjak Schneerson, en una tumba cubierta en el cementerio Montefiore conocida como el Ohel. El término, cuyo significado en hebreo es ‘tienda’, se refiere a la estructura construida encima del lugar de reposo.

## Críticas
Schneerson y Jabad-Lubavitch fueron criticados por otros rabinos ortodoxos como el Gran Rabino de Israel Ovadia Yosef, quien le acusó de herejía e idolatría, y Elazar Shach, quién describió a Jabad como «la secta bien conocida».